# Monotaxis (thực vật)
Monotaxis là một chi thực vật có hoa trong họ Đại kích

## Các loài
Chi này gồm các loài đặc hữu Australia như sau:
1. Monotaxis bracteata Nees ex Klotzsch - Tây Úc.
2. Monotaxis grandiflora Endl. - Tây Úc.
3. Monotaxis linifolia Brongn. - New South Wales.
4. Monotaxis luteiflora F.Muell. - Tây Úc, Nam Úc, Lãnh thổ Bắc.
5. Monotaxis macrophylla Benth. - Queensland, New South Wales.
6. Monotaxis occidentalis Endl. - Tây Úc.
7. Monotaxis paxii Grüning - Tây Úc.
8. Monotaxis tenuis Airy Shaw - Bắc Tây Úc, bắc Lãnh thổ Bắc.